# Bernd Bornhorst

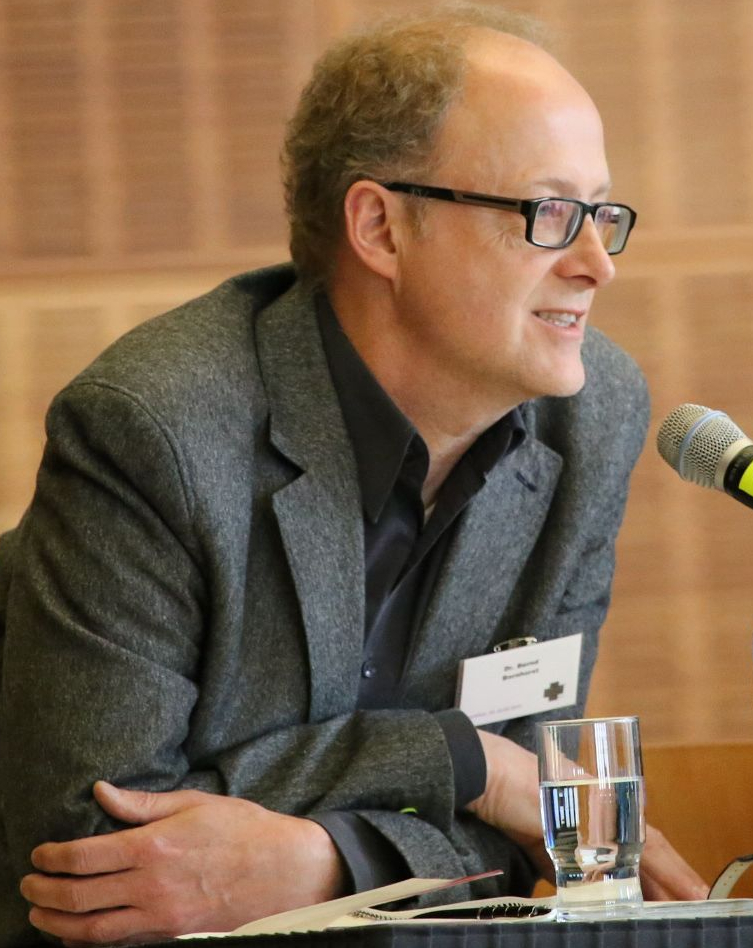
Bernd Bornhorst bei der 2. Frankfurter Hilfe-Konferenz (2014)

Bernd Hermann Bornhorst (* 22. Februar 1962 in Sedelsberg) ist ein deutscher Politikwissenschaftler und Mitglied der Geschäftsführung von Misereor.

## Leben
Nach seinem Abitur 1981 am Albertus-Magnus-Gymnasium in Friesoythe studierte Bernd Bornhorst zunächst Jura in Trier, danach Politologie, Soziologie und Publizistik in Münster. 1989 promovierte er mit einer Arbeit über Möglichkeiten und Grenzen nichtstaatlicher-kirchlicher Entwicklungszusammenarbeit. Seit 1989 ist er Mitarbeiter von Misereor, leitete dort zunächst die Lateinamerika-Abteilung und später die Abteilung für Politik und globale Zukunftsfragen. Im Jahr 2021 wurde er Geschäftsführer von Misereor für den Bereich Internationale Zusammenarbeit.
Er ist Vorstandsmitglied der Katholischen Zentralstelle für Entwicklungshilfe und Mitglied der Deutschen Kommission Justitia et Pax, der Sachverständigengruppe „Weltwirtschaft und Sozialethik“ der Deutschen Bischofskonferenz sowie des Kuratoriums des Bremer Solidaritätspreises. Von 2019 bis 2021 war er Mitglied der Fachkommission „Fluchtursachen“ der Bundesregierung. Von Dezember 2013 bis Dezember 2021 war er Vorsitzender des Verbandes Entwicklungspolitik und Humanitäre Hilfe deutscher Nichtregierungsorganisationen (VENRO).

## Veröffentlichungen (Auswahl)
- Volker Alberts (Hrsg.): Die Bundesrepublik Deutschland und die Entwicklungspolitik der Europäischen Gemeinschaft, 1957–1983  (= Studien zur Politikwissenschaft. Bd. 9). LIT, Münster 1986
- Möglichkeiten und Grenzen nichtstaatlicher-kirchlicher Entwicklungszusammenarbeit (= Studien zur Politikwissenschaft. Bd. 46). LIT, Münster 1989, ISBN 3-88660-526-4.
- Entwicklungsarbeit auf dem Land. Aachen 1990, ISBN 3-88916-067-0.
- Mit Kerstin Lanje: Ernährung hier und global – ethische Verantwortung. In: Bernhard Nacke (Hrsg.): Biblischer Schöpfungsauftrag und politisches Handeln. Altius Verlag, Erkelenz 2013, ISBN 978-3-932483-51-6, S. 69–80.
- Bessere Integration ist kein Ziel an sich: die „Agenda 2030“ als Kohärenzrahmen. In: Wolfgang Ischinger, Dirk Messner (Hrsg.): Deutschlands neue Verantwortung. Die Zukunft der deutschen und europäischen Außen-, Entwicklungs- und Sicherheitspolitik. Econ / Ullstein Buchverlag, Berlin 2017, ISBN 978-3-430-20235-0, S. 250.
- Klimaschutz und Armutsbekämpfung meistern. In: Michael Reder, Andreas Gösele, Lukas Köhler, Johannes Wallacher: Umweltethik. Eine Einführung in die globale Perspektive. W. Kohlhammer, Stuttgart 2019, ISBN 978-3-17-031467-2, S. 73–76.
- Herausforderungen für die zukünftige Entwicklungszusammenarbeit – eine zivilgesellschaftliche Betrachtung. In: Hartmut Sangmeister, Heike Wagner (Hrsg.): Die Entwicklungszusammenarbeit der Zukunft. Nomos, 2019, ISBN 978-3-8487-5660-5, S. 73–82.